# Harry Kim (Star Trek)
Harry Kim a Star Trek: Voyager című amerikai tudományos-fantasztikus televíziós sorozat egy szereplője. A USS Voyager űrhajó műveleti tisztje. Garrett Wang alakítja.

## Áttekintés
Harry Kim a Földön, Dél-Karolinában született. Ifjúkorában szerepelt a Juilliard Ifjúsági Szimfónia együttesben is.
A Csillagflotta Akadémián diplomázott, és rögtön jelentkezett az USS Voyagerre műveleti tisztnek, ami jó kezdésnek tűnt a karrierje szempontjából. Azonban a Voyager már rögtön az első útján a Delta kvadránsban rekedt, és ezzel gyakorlatilag szertefoszlottak a Kim karrierjépítésről szőtt álmai. Viszont a kvadránsban töltött idő korántsem marad Kim számára eseménytelen.
A viszontagságos, haza fele tartó úton egyszer a Voyager egy anomáliába kerül, ahol a hajó és legénysége megduplázódik. Az egyik Voyager az anomáliából való szabadulása közben egy proton-robbantást hajt végre, ami a másikon megöli az ottani Kimet. Az épen maradt Voyagert közben a vidiianok is megtámadják, akik felül is kerekednek, nem hagyva más választást az ott lévő Janeway kapitánynak minthogy átküldje az anomálián keresztül a megmaradt Kimet, valamint az újszülött Naomi Wildmant, majd megsemmisíti a hajót. E kaland sokáig aggasztja Kimet.
Amikor a Voyager az új típusú kvantumörvény-hajtóművet próbálja ki, akkor Chakotay és Kim vezeti az egyik kompot, azzal a feladattal, hogy a hajó előtt repülve korrigálják a helytelen adatokat. Sajnálatos módon Kim helytelen fázis-variánst ad át a Voyagernek, ami így az Alfa kvadráns szélén lévő jeges bolygóra zuhan. Chakotay és Kim 15 éven keresztül tanulmányozza, hogy ezt a hibájukat hogyan tudnák helyrehozni, és végül kalandos úton a múltba, egyenesen a borg Hét Kilenced idegi vevőibe próbálják sugározni a pontosnak hitt adatokat. Azonban ez a kísérletük is kudarcba fullad, így utolsó lehetőségként a hajó megmentésére, új idővonalat alkotva, leállíttatják a kísérletet, így a Voyager a Delta Kvadránsban folytatja az útját.
Egyszer egy másik bolygóra transzportálják, és az ott lakók úgy gondolják róla, hogy a halálból visszajött társuk. Később egy olyan anomáliába kerül, amely alternatív létet kínál neki, ami szerint ő el sem ment a Voyagerrel, hanem a Földön dolgozik csillaghajó-tervezőként. Nem sokkal később meggyőzi Janeway kapitányt, hogy készen áll egy küldetés vezetésére, ahol egy kraylor hajót kell hazakísérnie, és visszautasítja Tom Paris segítségét, mondván egyedül is képes megbirkózni a feladattal. Amikor már az alternatív jövőben, Janeway szeretne visszatérni, akkor már Kimet mint a USS Rhode Island kapitányaként láthatjuk viszont.
Miközben Kim nagyszerű tiszt lesz, szerelmi élete állandó csalódásokkal teli. Különböző asszonyok iránt táplált romantikus érzelmeket: Libby (menyasszonya a Földről), Marayna, akiről azt hiszi, hogy egy holofedélzeti szereplő, a borg Hét Kilenced, Lyndsay Ballard (aki később kobaliként is visszatér), több taresisan asszony, Megan Delany (egyik lány a Delaney-ikrekből), és szerelmes lesz Talba, a varro tudósba is, ráadásul egy alternatív idősíkon még Kesszel is családot alapít.